# Dikeos
Dikeos (Grieks: Δίκαιος) is een berg op het Griekse eiland Kos. De berg heeft een hoogte van 846 meter en bepaalt voor een groot gedeelte het aangezicht van het eiland. Het is meteen ook het hoogste punt van het eiland en is gelegen in het zuidelijke gedeelte. Tegen de helling van de berg zijn al sinds de middeleeuwen nederzettingen gebouwd. Zo was Palio Pyli een beschut kasteel uit de 11e eeuw met later eromheen een nederzetting. Tegenwoordig ligt de nederzetting Asfendiou twee kilometer onder de hoogste top van de berg. Tot de opkomst van het toerisme vormden de bergdorpen de belangrijkste plaats van het eiland.

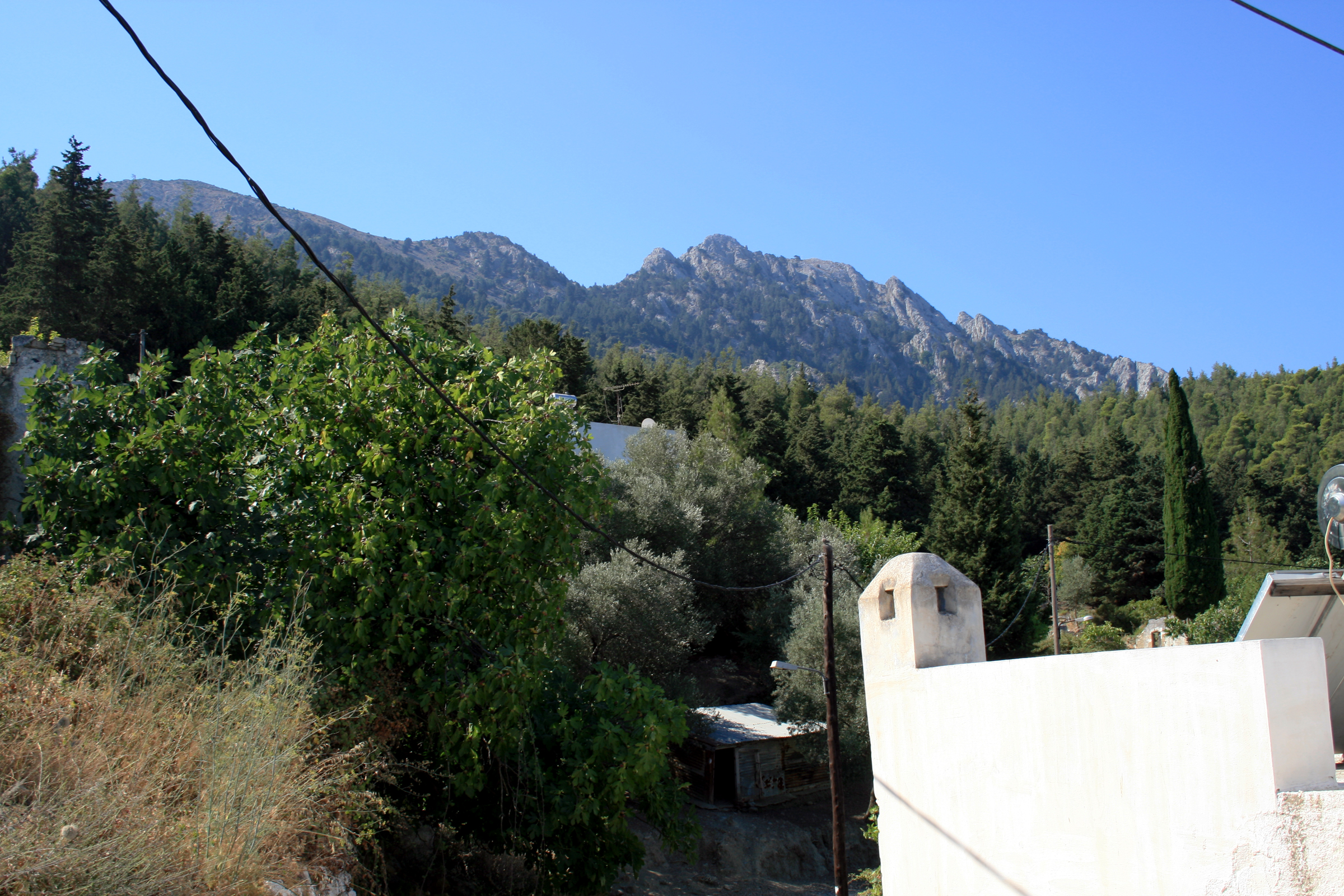
Dikeos vanuit Zia.